# Per Månsson (1873–1959)
Per Månsson, född 5 februari 1873 i Högseröds församling i Malmöhus län, död 12 januari 1959 i Lunds domkyrkoförsamling i Malmöhus län, var en svensk bildhuggare och konservator.

## Biografi
Per Månsson var son till lantbrukaren Måns Hansson och Elna Mårtensson. Efter sin utbildning till bildhuggare anställdes Månsson 1902 som konservator vid Kulturen i Lund där han utförde en rad restaureringar av museets samlingar. Han anlitades även för arbeten vid olika kyrkor och privata samlingar. Vid restaureringen av Lyby kyrka tillsammans med arkitekten Henrik Sjöström utförde han nya bildframställningar på altaret hämtade från Gustave Dorés bibelillustrationer. På beställning utförde han 1895 en relief föreställande Gustav II Adolf före slaget vid Lützen som visades upp offentligt i Helsingborg före sin slutgiltiga placering. Hans konst består av dekorativa arkitektskulpturer, djurhuvuden och föremål från naturen.